# Ansgar Hörsting
Ansgar Hörsting (* 8. Juni 1965 in Hamburg) ist ein deutscher evangelikaler Theologe und war Präses des Bundes Freier evangelischer Gemeinden in Deutschland (FeG). Der Bund Freier evangelischer Gemeinden in Deutschland umfasst 503 Gemeinden mit 42.350  Mitgliedern (Stand: 31. Dezember 2021) und gehört zu den evangelischen Freikirchen in Deutschland.

## Leben
Nach seinem Studium an dem Theologischen Seminar Ewersbach (heute: Theologischen Hochschule Ewersbach) war Hörsting von 1993 bis 1997 Pastor der Freien evangelischen Gemeinde Siegen-Geisweid. 1998 wechselte er zur Allianz-Mission, die er ab 2000 leitete. Am 16. September 2006 wurde er vom Bundestag des Bundes Freier evangelischer Gemeinden (BFeG) in Wiesbaden als Nachfolger von Peter Strauch zum Präses gewählt, das Amt trat er Januar 2008 an. Hörsting gehörte ab 2007 zum Hauptvorstand der Evangelischen Allianz in Deutschland und von 2017 bis 2022 ihrem Geschäftsführenden Vorstand an. Von 2008 bis 2017 gehörte er zum Vorstand der Vereinigung Evangelischer Freikirchen (VEF), deren Präsident er von Juli 2011 bis März 2017 war. Ferner war er von 2014 bis 2022 Präsident des Internationalen Bundes Freier Evangelischer Gemeinden (IFFEC) und ist Kuratoriumsmitglied des überkonfessionellen Vereins ProChrist, der Großevangelisationen veranstaltet. Sein Amt als Präses des Bundes FeG hat er 2024 an Henrik Otto abgeben. Seitdem ist er Pastor der Freien evangelischen Gemeinde Magdeburg.

## Veröffentlichungen
- ErlebnisWelt. Begegnungen und Anstöße. SCM Bundes-Verlag, Witten 2009, ISBN 978-3-933660-92-3.
- Der Wind weht, wo er will. Geschichten ohne Grenzen. SCM ERF Verlag, Witten 2009, ISBN 978-3-86666-124-0.
- Ansgar Hörsting (Hrsg.), Schnepper Arndt (Hrsg.): Das FeG-Buch. Profil und Perspektiven der Freien evangelischen Gemeinden in Deutschland. SCM Bundes-Verlag, Witten 2010, ISBN 978-3-933660-42-8.
- Leben heißt unterwegs sein: Ein Begleiter für die Reise. SCM R. Brockhaus, Witten 2011, ISBN 978-3-417-26380-0.
- Darauf kannst Du Dich verlassen. Wie Gottes Zusagen unser Leben verändern. SCM R. Brockhaus, Witten 2014, ISBN 978-3-417-26578-1.
- Ich will dem Durstigen geben … Das Buch zur Jahreslosung 2018. SCM Hänssler, Holzgerlingen 2017, ISBN 978-3-7751-5812-1.